# 6154 Stevesynnott
6154 Stevesynnott eller 1990 QP1 är en asteroid i huvudbältet som upptäcktes den 22 augusti 1990 av den amerikanske astronomen Henry E. Holt vid Palomarobservatoriet. Den är uppkallad efter den amerikanske astronomen Stephen P. Synnott.
Den tillhör asteroidgruppen Nysa.